# Marvels
Marvels é uma minissérie de histórias em quadrinhos composta por quatro partes, lançado pela Marvel Comics em 1994. As histórias foram escritas por Kurt Busiek, ilustradas por Alex Ross e editada por Marcus McLaurin. Ambientado do ano de 1939 a 1974, a série viaja por todo o rico universo da Marvel, mostrando a história de diversos super-heróis da Marvel a partir do ponto de vista de um fotógrafo chamado Phil Sheldon.
Marvels foi um sucesso, ganhando vários prêmios e responsável também por fazer a carreira de Busiek e Ross deslanchar.

## História da publicação
Na edição alemã de Marvels, Alex Ross e Kurt Busiek revelaram que, originalmente, todo o conceito era de apenas fazer uma coleção de histórias clássicas da Marvel Comics, do ponto de vista de pessoas normais. Mas como o projeto cresceu, os dois criadores sentiram que as questões sociais que minavam toda a história eram relevantes demais para serem ignorados.
De acordo com Ross e Busiek, o Marvels #1 lida com o progresso científico, sem deixar de lado a luta entre Tocha Humana e Namor; o Marvels #2 mostrava o medo do desconhecido com o X-Men; e o Marvels #3, que trazia o Galactus, lidava com a impotência. Os criadores não falaram nada a respeito dos temas do Marvels #4.

## Enredo
A minissérie original contém 4 capítulos (5, após o lançamento da edição especial n° 0):

### Capítulo 1 - A Era das Maravilhas
Publicada originalmente em Marvels (1994) n° 1/1994 - Marvel Comics 1939. Antes de ir cobrir o conflito na Europa, o jovem fotógrafo Phil Sheldon presencia, em Nova York, um evento para lá de científico: a criação de um andróide flamejante, o Tocha Humana. Sheldon sente que está acontecendo algo diferente e extraordinário na cidade e desiste de atravessar o Atlântico. E sua intuição prova estar certa: nos meses seguintes a cidade vê aparecer vários super-seres, os "Marvels", como o jornalista os chama: Namor, Capitão América, os Invasores e outros.

### Capítulo 2 - Monstros entre nós
Publicada originalmente em Marvels (1994) n° 2/1994 - Marvel Comics 
Décadas após o fim da Segunda Guerra, Phil Sheldon, agora casado e pai de família, presencia em Nova York uma nova geração de "Marvels": Quarteto Fantástico, Thor, Hulk, Homem-Aranha, Homem de Ferro e até mesmo a volta de Capitão América e Namor. Mas uma nova raça de seres poderosos, os mutantes, provoca dúvidas e medo: serão os X-Men amigos ou inimigos? Sheldon se vê num dilema moral quando uma garotinha mutante pede asilo em sua casa.

### Capítulo 3 - O Dia do Juízo Final
Publicada originalmente em Marvels (1994) n° 3/1994 - Marvel Comics 
O mundo parece ter chegado ao fim quando a nave do gigantesco Galactus aterrisa em Nova York. Nem mesmo o poder combinado do Quarteto Fantástico e do Surfista Prateado parece deter o alienígena, que pretende destruir a Terra. Phil Sheldon toma então a decisão de passar seus últimos momentos com sua família.

### Capítulo 4 - O Dia Em Que Ela Morreu
Publicada originalmente em Marvels (1994) n° 4/1994 - Marvel Comics 
Sheldon conhece a jovem e singela Gwen Stacy, a quem se torna uma espécie de amigo, tutor e guardião. O velho fotógrafo chega à conclusão que os "Marvels" estão entre nós para proteger inocentes como Gwen. Mas nem mesmo os super-heróis podem mudar o destino que aguarda a doce lourinha.

## Personagens e Aparições
- Phil Sheldon
- J. Jonah Jameson, Sr.
- Phineas T. Horton,
- Tocha Humana
- Namor
- Betty Dean
- Capitão América
- Bucky Barnes
- Anjo
- Visão
- Caveira Flamejante
- Black Marvel
- Viúva Negra
- Vingadores
- Homem de Ferro
- Gigante
- Ciclope
- Fera
- Homem de Gelo
- Garota Marvel
- Senhor Fantástico
- Mulher Invisível
- Tocha Humana
- Alicia Masters
- Vespa
- Coisa
- Feiticeira Escarlate
- Mercúrio
- Gavião Arqueiro
- Demolidor
- Doutor Estranho
- Norman Osborn
- Nick Fury
- Sentinelas
- Barney Bushkin
- Cavaleiro Negro II
- Homem Radioativo
- Foggy Nelson
- Karen Page
- Metalóide
- Professor X
- Bolivar Trask
- Frederick Foswell
- Ben Urich
- Uatu, o Vigia
- Attuma
- Golias
- Capitão Marvel
- Visão
- Skrulls
- Krees
- Viúva Negra II
- Robbie Robertson
- Homem-Aranha
- Betty Brant
- Luke Cage
- Doutor Octopus
- Capitão Stacy
- Gwen Stacy
- Hulk
- Zzzax
- Triton
- Thor
- Mandróides
- Damon Dran

## Prêmios
- 1994, Eisner Awards:[3]
  - Ganhou "Melhor Minissérie"
  - Ganhou "Melhor Pintura", para Alex Ross
  - Ganhou "Melhor Design de Publicação", para a Comicraft
  - Concorreu a "Melhor Artista de Capa", para Alex Ross
  - Concorreu a "Melhor Edição", para a Marvels #2 "Monsters"